# Mont-Alexandre
Mont-Alexandre est un territoire non organisé situé dans la municipalité régionale de comté du Rocher-Percé, dans la région administrative de la Gaspésie–Îles-de-la-Madeleine, au Québec.

## Géographie
Mont-Alexandre couvre une superficie de 1 802 km2.
Le territoire non organisé comprend la réserve écologique de la Grande-Rivière, la zone d'exploitation contrôlée des Anses. Il comprend aussi le lieu-dit de Pellegrin, village ouvert sous l'impulsion du plan Vautrin et fermé sur recommandation du Bureau d'aménagement de l'Est du Québec entre 1969 et 1972.

### Hydrologie
Le territoire est traversé par de nombreux cours d'eau :

#### Cours d'eau
- La Grande Fourche
- La Grande Rivière
- Grande Rivière Est
- Grande Rivière Nord
- Grande Rivière Ouest
- Rivière de l'Anse à Beaufils
- Rivière Beattie
- Rivière à Gagnon
- Rivière du Grand Pabos
- Rivière du Grand Pabos Sud
- Rivière Malbaie
- Rivière Murphy
- Rivière à Nadeau
- Rivière du Petit Pabos
- Rivière du Portage
- Rivière Reboul Nord
- Rivière Saint-Jean-Sud
- Rivière Sèche

## Histoire
Son nom a été officialisé le 13 mars 1986.

## Démographie
| 2001 | 2006 | 2011 | 2016 | 2021 |
| ---- | ---- | ---- | ---- | ---- |
| 0    | 0    | 0    | 0    | 0    |